# Dadivank
Dadivank (en armenio: Դադիվանք, «Monasterio de Dadí»), también llamado Jutavank (en azerí: Xudavəng, en armenio: Խութավանք, romanizado: Monasterio en la colina, «Monasterio de la colina»), es un monasterio de la iglesia apostólica armenia construido en diferentes etapas entre los siglos IX y XIII en el Raión de Kalbajar de Azerbaiyán. Hasta el año 2020, de facto en la República de Artsaj. Construido en una zona montañosa a 1100 metros de altura, es uno de los complejos más grandes de la Armenia medieval. Incluye a más de una docena de edificios de distintos tamaños construidos en diferentes épocas, frescos o decenas de Jachkárs de gran importancia histórica y artística.

## Historia
Según la leyenda, el monasterio fue fundado con la construcción de una basílica sobre la tumba del santo Dadí, en el mismo lugar donde fue ejecutado y enterrado. Dadí era discípulo del apóstol Judas Tadeo, y era un enviado para predicar el cristianismo en el Reino de Armenia y la Albania caucásica durante el siglo I. Algunos relacionan los restos encontrados bajo el altar de la iglesia en 2007, con las reliquias de Dadí. En el siglo XII, el religioso y filósofo armenio Mejitar Gosh, residió en el monasterio y aquí compiló el libro Datastanagirk («Código de leyes»), el primer código de leyes sistematizado de la Armenia medieval.
El monasterio ha sido abandonado y saqueado muchas veces a lo largo de su historia. Durante la invasión de la dinastía selyúcida, Dadivank fue capturado y completamente destruido. A principios del siglo XIII se inició la restauración y ampliación del monasterio, con la iglesia principal y el campanario.En el siglo XIX, el monasterio estaba completamente abandonado. Entre 1997 y 2017, el abad Hovhannisián, fue uno de los responsables de la restauración de parte del monasterio. Con el final de la Guerra del Alto Karabaj en 2020, se pactó la devolución de la región y del monasterio al gobierno de Azerbaiyán. La modelo y empresaria estadounidense de origen armenio, Kim Kardashian, denunció en su cuenta de Instagram la pérdida del monasterio.

## Conjunto arquitectónico
El monasterio, construido en diferentes épocas y con edificios de uso religioso o auxiliares. Los edificios principales están rodeados por un muro de piedra al norte, y están formados por:

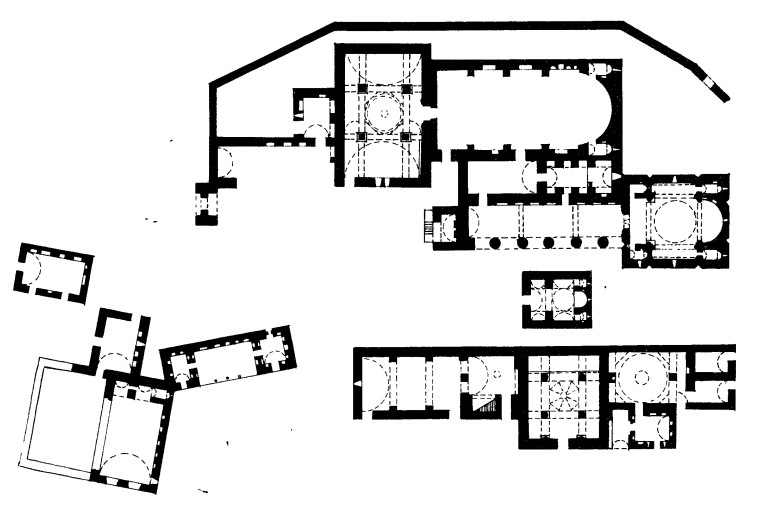
Plano general de los edificios incluidos en el monasterio. El complejo se divide en dos partes: los edificios principales están rodeados por un muro de piedra y los edificios auxiliares están ubicados fuera de la valla, en el lado sur.

### La antigua iglesia
Al noreste, es una basílica rectangular de una nave con dos entradas: desde el oeste y sureste, las plataformas de las entradas están cubiertas de adornos. La bóveda de la iglesia, ahora ausente, descansaba sobre tres pares de pilastras.

### Pequeña basílica
Es la iglesia más antigua en pie y está unida desde el sur por otra basílica, también antigua, pero mucho más pequeña. La sala de oración de la iglesia está dividida por un muro en dos partes iguales. La parte oriental es una sala rectangular sin hornacinas ni nichos, parece haber servido de vestíbulo. En la mitad occidental, hay tres pares de pilastras.

### Iglesia de Arzu-Jatún
En la parte este del patio del monasterio, un largo corredor o vestíbulo de edificios religiosos y seculares conduce desde la puerta principal a la iglesia de oeste a este. La iglesia, también llamada Kat'oghike Surp Astvatsatsín (en armenio: Կաթողիկե Սուրբ Աստվածածին, «Catholicos de la Santa Madre de Dios»), es el centro compositivo de todo el conjunto. La única entrada de la iglesia se encuentra en el lado occidental, frente a la puerta principal del monasterio. Fue construida en 1214 por orden de la princesa Aterka Arzu Jatún durante el principado de Jachén, en memoria de su difunto esposo y lugar de enterramiento, el príncipe Vajtang y dos de sus hijos, representados en nimbo en bajorrelieves, porque murieron antes de ver su iglesia construida.

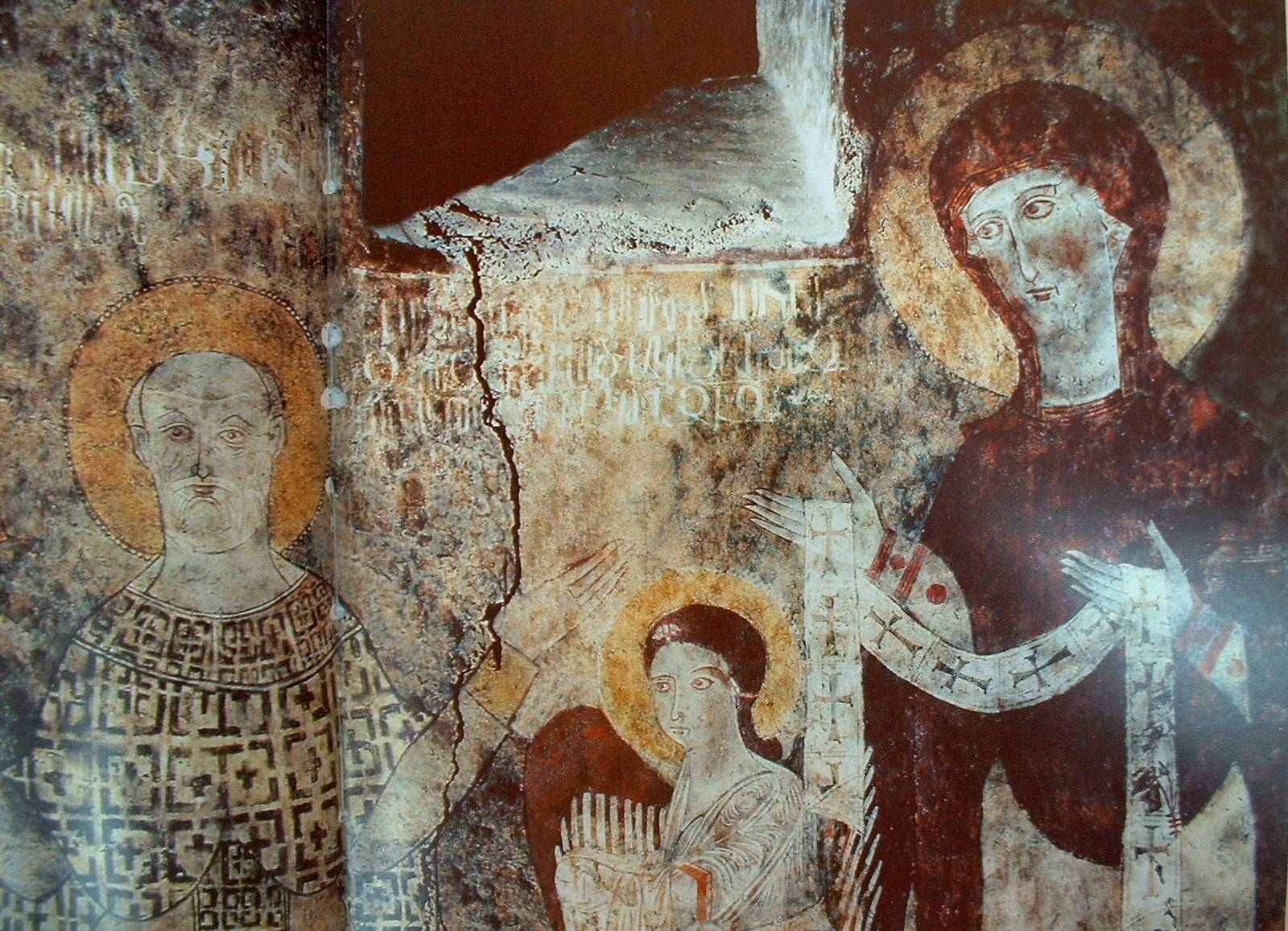
Imagen de uno de los frescos del monasterio de Dadivank.

La iglesia es una sala abovedada con planta en forma de cruz en el interior y planta rectangular en el exterior. En las cuatro esquinas de la iglesia hay sacristía de dos pisos. A la sacristía, ubicada en el segundo piso, se accede por escaleras en voladizo. Las pilastras y los arcos están hechos de piedra blanca y gris, cubiertos con adornos. Las paredes se cubrieron desde el interior con yeso con lujosos frescos, que sobrevivieron solo en algunos lugares.

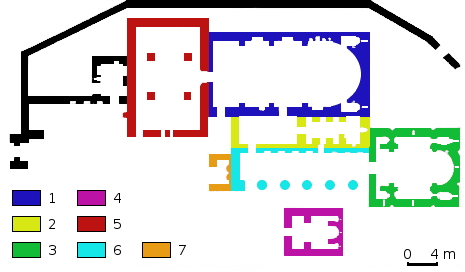
Ubicación de los sitios religiosos del monasterio: 1. La antigua iglesia del monasterio. 2. Pequeña Basílica. 3. Iglesia Catedral de Arzu-Jatún. 4. Iglesia de Hassán el Grande. 5. Nártex-capilla del obispo Grigor. 6. Vestíbulo de la iglesia Arzu-Jatún. 7. Campanario.

### Iglesia de Hassán el Grande
Al sur de la columnata, la iglesia o capilla es una pequeña estructura central abovedada y en la mampostería de la iglesia se utilizó ladrillo. La cúpula de azulejos fue restaurada tras la primera guerra del Alto Karabaj de 1994. Dentro de las paredes se pueden encontrar pequeños jachkars con inscripciones dedicatorias, uno de ellos es del siglo XII en honor al príncipe armenio Hassán el Grande, retirado en el monasterio tras un final de un reinado de 40 años.

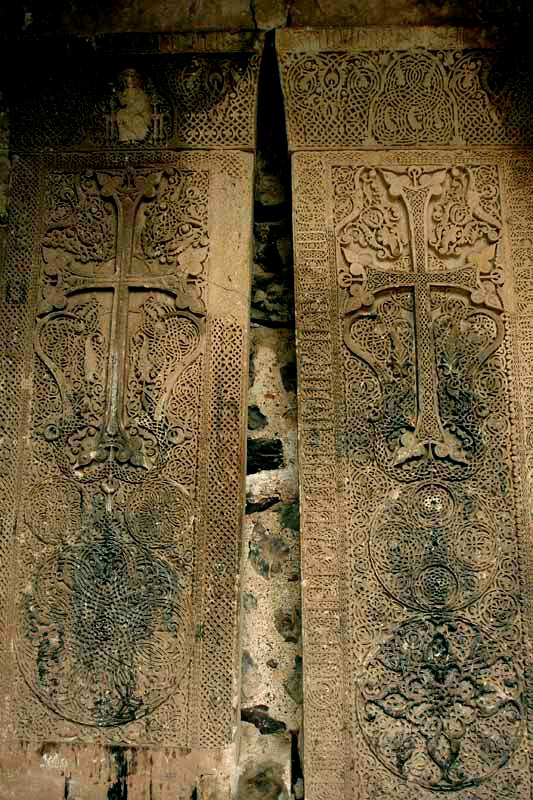
Dos jachkars situados en el campanario del monasterio de Dadivank.

### Pórtico-capilla del obispo Grigor
La cúpula del edificio tiene un orificio de luz y descansa sobre cuatro columnas en el centro de la sala. El edificio tiene una única entrada en el lado izquierdo del muro sur. Dentro de las paredes se encuentran un gran número de jachkárs insertados con inscripciones dedicatorias.

### Campanario
Situado en la parte occidental del monasterio, contiguo al muro oriental con el vestíbulo de la iglesia Arzu-Jatún. La entrada al primer piso está en el muro occidental, justo enfrente de la puerta del monasterio. El campanario fue construido a mediados del siglo XIII por el obispo Sargis, hijo del príncipe Vajram de la familia Dopyánts.
El campanario es un edificio de dos plantas. En el primer piso, frente a la entrada, hay dos elaborados jachkárs de tres por un metro de tamaño del siglo XIII. El segundo piso del campanario es una estancia con cuatro columnas, bajo cuya cúpula colgaban campanas.

### Otros edificios
Fuera del conjunto principal, al suroeste del monasterio hay otras edificaciones construidas para diferentes usos como talleres, albergues, depósito de alimentos, etc. En las colinas circundantes, se conservan los restos de tres capillas. 